# Северная пальмовая белка
Северная пальмовая белка (лат. Funambulus pennantii), называемая также пятиполосая пальмовая белка, — вид грызунов в семействе беличьих.

## Ареал
Северная пальмовая белка обитает на Андаманских островах, в Индии (в штатах Андхра-Прадеш, Ассам, Бихар, Чхаттисгарх, Дели, Уттаранчал, Пенджаб); в Непале, Пакистане, Иране. В Индии вид распространён в городах, таких как Карнатака и Дели.
Также северная пальмовая белка была завезена в Австралию в конце XX века.

## Внешний вид
Размеры мелкие. Длина тела от 11 до 18 см, хвост примерно такой же длины, как и тело. Внешним видом напоминает бурундука. Шерсть мягкая, густая, низкая. Хвост покрыт более длинными волосами, чем туловище. Окраска спинной стороны варьирует от светло-серовато-бурого до почти чёрного. Голова серая. По спине проходят три широкие полосы. Брюшная сторона беловатая.

## Размножение
В сезон размножения за одну самку борются несколько самцов. Победитель спаривается с самкой и остаётся рядом с ней на протяжении целого дня. Самка строит на дереве шаровидное гнездо из растительных волокон, где выводит потомство. Беременность длится 40-45 дней, период лактации — 2 месяца. В неволе сезонности в размножении нет, но в природе пики размножения приходятся на март-апрель и июль-сентябрь. В помете 1-5 детенышей, но чаще 3. Самки достигают половозрелости в возрасте 6-8 месяцев.